# Édouard Flament

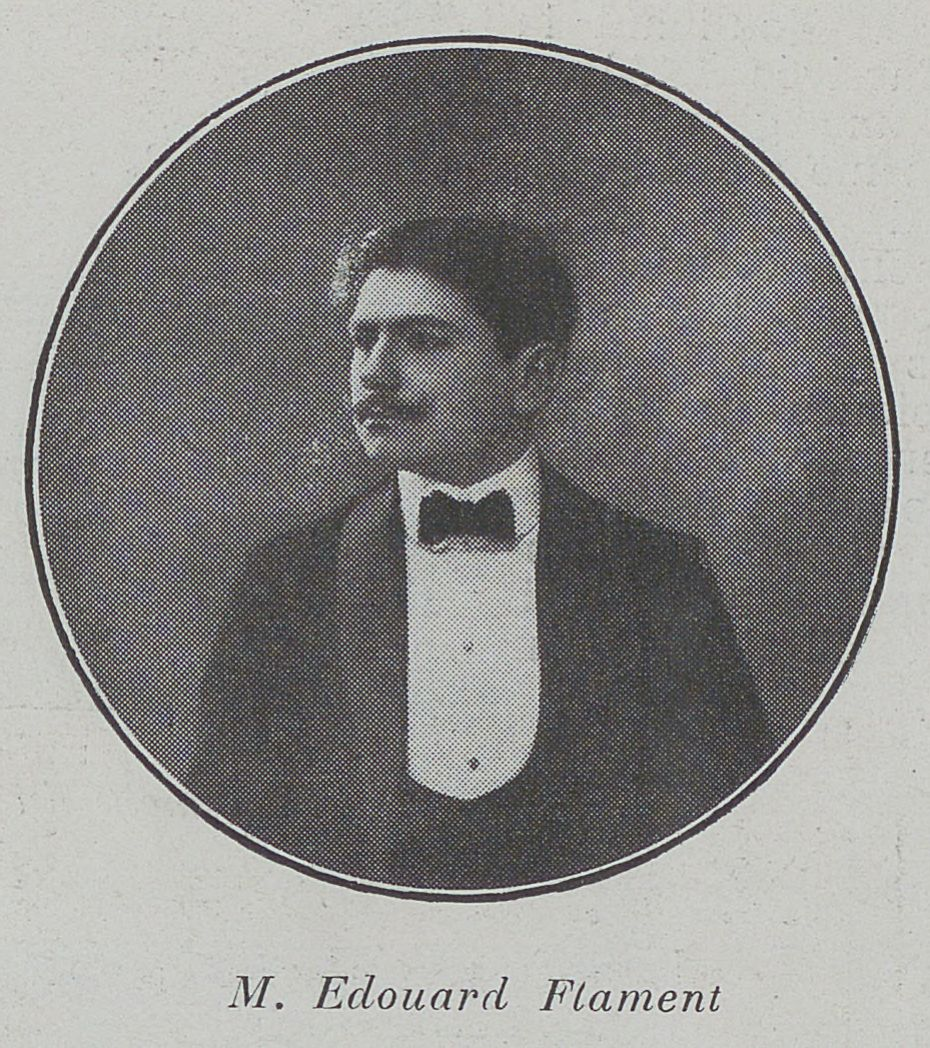
Édouard Flament (1912)

Édouard Flament (* 27. August 1880 in Douai; † 27. Dezember 1958 in Bois-Colombes) war ein französischer Komponist.
Flament studierte am Pariser Konservatorium und gewann 1908 den Prix de Rome. Er wirkte als Dirigent des Orchesters von Radio Paris und als Fagottist des Orchestre des Concerts Lamroureux und der Société des instruments à vents. Neben mehreren Sinfonien, Klavierkonzerten und anderen Orchesterwerken komponierte Flament u. a. Sonaten für Violine und Viola sowie Stücke für das Fagott. In den 1930er Jahren entstanden mehrere Filmmusiken.